# Sternolispa opacicollis
Sternolispa opacicollis es una especie de insecto coleóptero de la familia Chrysomelidae.
Fue descrita científicamente en 1935 por Uhmann.